# Aureolaria flava
Aureolaria flava är en snyltrotsväxtart som först beskrevs av Carl von Linné, och fick sitt nu gällande namn av Oliver Atkins Farwell. Aureolaria flava ingår i släktet Aureolaria och familjen snyltrotsväxter. Utöver nominatformen finns också underarten A. f. macrantha.

## Bildgalleri

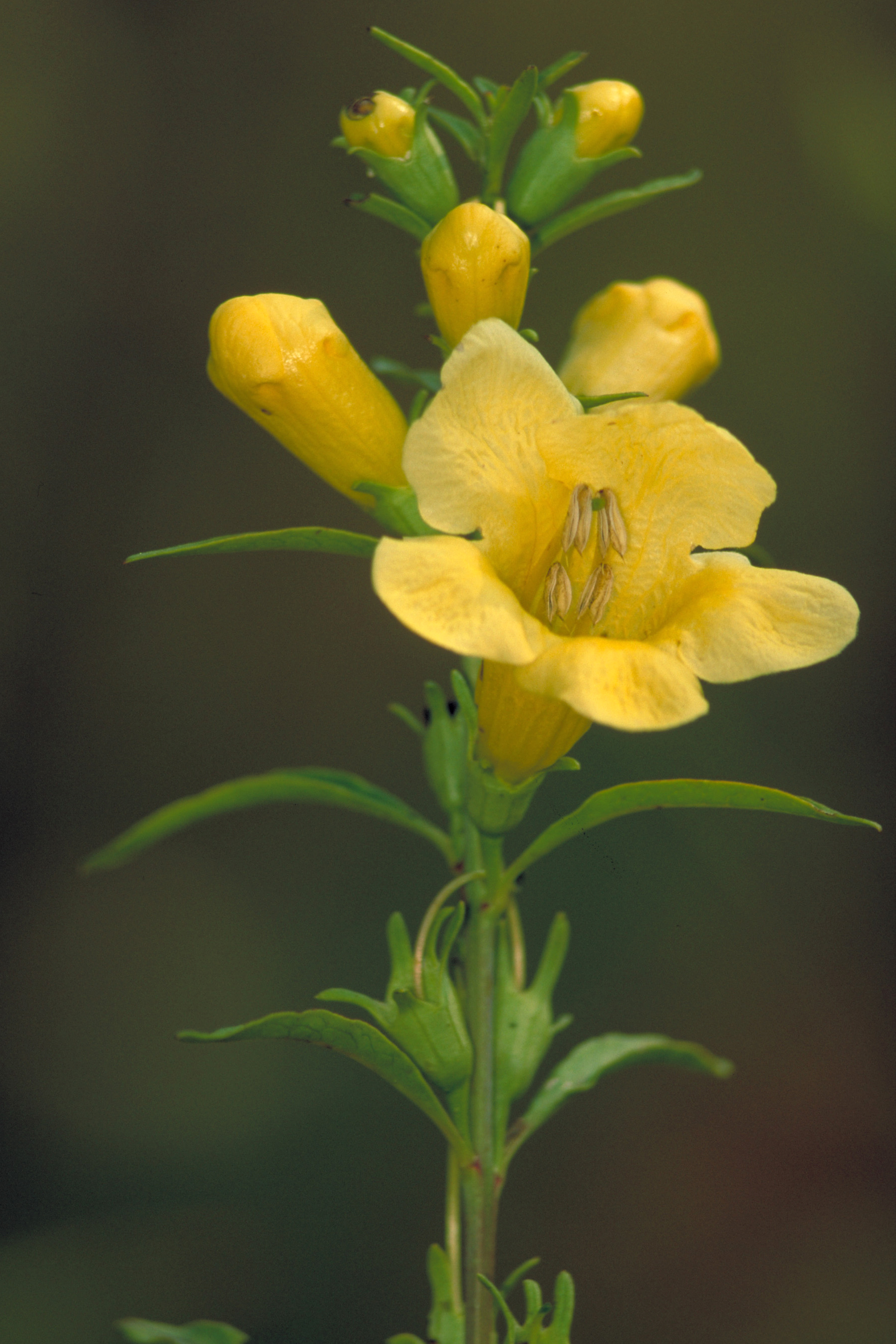